# Armand Feigenbaum
Armand Vallin Feigenbaum (Nova Iorque, 6 de abril de 1922 — Pittsfield, Massachusetts, 13 de novembro de 2014) foi um expert em qualidade da General Electric (GE) em Nova Iorque.
Em 1951 concluiu o doutorado em ciências no Instituto de Tecnologia de Massachusetts. Em 1958 foi nomeado diretor mundial de produção da GE e vice-presidente da American Society for Quality Control (ASQC). Em 1961 foi eleito presidente da ASQC. Em 1968 escreveu seu primeiro livro, que se tornou um best-seller e lhe conferiu notoriedade mundial, “Controle Total de Qualidade”. Neste mesmo ano fundou a General Systems, da qual foi presidente.
Feigenbaum é considerado o “pai” da qualidade e afirma que este é um trabalho de todos na organização, e que não é possível fabricar produtos de alta qualidade se o departamento de manufatura trabalha isolado. Segundo ele, diferentes departamentos devem intervir nas parcelas do processo que resultam no produto, e esta colaboração varia desde o projeto do produto ao controle pós-venda, para que assim não ocorram erros que prejudiquem a cadeia produtiva, causando problemas ao consumidor.
Sua proposta está em fazer com que as organizações migrem do gerenciamento baseado apenas em ativos tangíveis para uma compreensão mais ampla, que compõe como fator determinante a capacidade de inovação, inclusive do proprio gerenciamento.
Para esse pensador há nove fatores que afetam a qualidade - os chamados 9M - que são:
- Dinheiro (money) - margens de lucro estreitas e investimentos
- Gerência (Management) - qualidade do produto e assistência técnica
- Pessoas (man) - especialização e engenharia de sistemas
- Mercados (Markets) - competição e velocidade de mudança
- Motivação (Motivation) - educação e conscientização para a qualidade
- Materiais (Materials) - diversidade e necessidade de exames complexos
- Máquinas (Machines) - complexidade e dependência da qualidade dos materiais
- Métodos (Methods) - melhores informações para tomada de decisão
- Montagens do produto - requisitos (mounting product requirements) - fatores que devem ser considerados - poeira, vibração, etc.